# Bogomir Magajna
Bogomir Magajna, slovenski pisatelj, zdravnik in urednik, * 13. januar 1904, Gornje Vreme, † 27. marec 1963, Ljubljana.

## Življenje
Bogomir Magajna, brat pisatelja Franceta Magajne, se je rodil v Gornjih Vremah pri Divači. Prve štiri razrede je obiskoval v Vremskem Britofu, nato pa je bil gojenec Zasebne deške ljudske šole Marijanišče v Ljubljani. Leta 1923 je maturiral na Klasični gimnaziji v Ljubljani in se vpisal na Medicinsko fakulteto v Ljubljani. Kasneje je nadaljeval in dokončal študij medicine na Medicinski fakulteti v Zagrebu. Študij medicine je dokončal leta 1930 ter od septembra do oktobra 1931 služil vojaški rok v jugoslovanski vojski kot zdravnik kaplar. Pomembno je njegovo službovanje v vlogi vojaškega kaplarja v Sarajevu, kjer je dokončal roman Gornje mesto, ter v Logatcu, kjer je nastala njegova zbirka novel Graničarji. Leta 1931 je začel prakticirati po različnih oddelkih Splošne bolnišnice v Ljubljani (sedaj Univerzitetni klinični center Ljubljana), in sicer v takrat še obstoječi Državni bolnici za ženske bolezni v Ljubljani ter v Sanatoriju Šlajmarjev dom. Magajna je pričel leta 1935 delati v Psihiatrični kliniki na Studencu pri Ljubljani. V Zagrebu je leta 1938 opravil strokovni izpit in postal zdravnik sekundarij. Leta 1940 je izšla zbirka Zaznamovani. Kot dezerterja italijanske vojske so ga 18. maja 1942 aretirale okupatorske oblasti ter ga v Trstu obsodile na leto dni zapora in na pet let odvzema državljanjskih pravic. Leta 1943 je dezertiral iz italijanske vojske. Istega leta je ustanovil bolnišnico na Snežniku. Ministrstvo za zdravje mu je leta 1947 priznalo naslov zdravnika specialista. Umrl je 27. marca 1963 v Ljubljani.

## Delo
Pisateljeva prva ohranjena objava je izšla leta 1918 v dijaškem rokopisnem listu Plamen (revija), ki je izhajal v Zasebni deški ljudski šoli Marijanišče. V njem je sodeloval še po maturi, do leta 1924. Uredil je letnike XII, 1921/22 in XIII, 1922/23. V glasilu je objavil okrog 80 likovnih prilog in ilustracij. Magajna je leta 1922 objavil nekaj prispevkov v zagrebški reviji Luč (revija) in še isto leto objavil Pesem bolne deklice v Kosovelovi reviji Lepa Vida. Z Božom Voduškom je leta 1925 sodeloval pri organiziciji revije Križ na gori. Revija Mladika je leta 1925 objavila ciklus novel Ljudje od morja, med katere spadajo dela Tito, Devinski ribič, Deček.  Njegov knjižni prvenec Primorske novele je izšel leta 1930 pri Mohorjevi družbi. Njegov roman Gornje mesto je leta 1931 izšel v reviji Mladika. Pri Mohorjevi družbi sta leto kasneje (1932) izšli dve njegovi knjigi: zbirka novel Bratje in sestre ter roman Gornje mesto. Pri Mladinski matici je leta 1933 izšla njegova prva mladinska knjiga Brkonja Čeljustnik. Mohorjeva družba je leta 1934 izdala zbirko novel Graničarji. Pri Mohorjevi družbi je bila leta 1937 izdana njegova druga mladinska knjiga Čudovita pravljica o Vidu in labodu Belem ptiču. Pod psevdonimom Bogo Vremec je leta 1937 objavil zbirko novel Le hrepenenja. Knjigarnar Jože Žužek je leta 1943 izdal dve Magajnovi knjigi: Oživeli obrazi ter mladinsko delo Racko in Lija. Leta 1944 je Magajna pričel urejati Partizanski zdravstveni vestnik. Mladinska knjiga je leta 1952 objavila izbor mladinskih del V deželi pravljic in sanj. Leto kasneje (1953) je pri Založbi Lipa Koper izšla njegova zbirka novel Odmev korakov. Leta 1954 je postal predsednik založniškega sveta Založbe Lipe Koper in ga vodil do svoje smrti. V Knjižnici Sinjega galeba je bila leta 1954 izdana druga izdaja Racka in Lije. Založba Obzorja je leta 1955 izdala v zbirki Pravljica knjižico O zlatem klasu, zlatem grozdu in biseru. Istega leta je pri Založbi Lipa Koper izšla zbirka novel Zgodbe o lepih ženah. Leta 1956 je Mladinska knjiga izdala v Pionirskem listu drugo izdajo Brkonje Čeljustnik. Pri Cankarjevi založbi je leta 1957 izšel ponatis romana Gornje mesto, Založba Lipa Koper je izdala zbirko novel Na bregovih srca, Mladinska knjiga pa Povestice o Punčki Maji. Istega leta je pisatelj zaprosil za naslov primarija. Dve leti po njegovi smrti (1965) je Založba Lipa Koper izdala izbor pisateljevega dela v knjigi Življenje in sanje. Po Bogomirju Magajni nosi ime Osnovna šola dr. Bogomirja Magajne Divača.

### Za odrasle
- Primorske novele, 1930 (COBISS)
- Bratje in sestre, 1932 (COBISS)
- Gornje mesto, 1932  (COBISS)
- Graničarji, 1934 (COBISS)
- Le hrepenenja, 1937 (COBISS)
- Zaznamovani, 1940 (COBISS)
- Oživeli obrazi, 1943 (COBISS)
- Odmev korakov, 1953 (COBISS)
- Zgodbe o lepih ženah, 1955 (COBISS)
- Na bregovih srca, 1957 (COBISS)
- Življenje in sanje, 1965 (COBISS)

### Za mladino
- Brkonja Čeljustnik, 1933 Brkonja Čeljustnik (COBISS)
- Čudovita pravljica o Vidu in labodu Belem ptiču, 1937  (COBISS)
- Racko in Lija, 1943 (COBISS)
- V deželi pravljic in sanj, 1952 (COBISS)
- O zlatem klasu, zlatem grozdu in biseru, 1955 (COBISS)
- Povestice o punčki Maji, 1957  (COBISS)
- Ananas, (COBISS)